# 국립통영검역소
국립통영검역소(國立統營檢疫所, Tongyeong National Quarantine Station)는 질병관리청 산하 경남권질병대응센터의 소속기관이다.
2021.05.11 국립검역소 직제 개정으로 국립마산검역소 통영지소 신설 및 거제지소 이관 (보건복지부령 제798호)
국립마산검역소(國立馬山檢疫所, Masan National Quarantine Station)는 질병관리청 산하 경남권질병대응센터의 소속기관이다. 1966년 1월 7일 발족하였으며, 경상남도 창원시 마산합포구 제2부두로 10에 위치하고 있다. 소장은 기술서기관으로 보한다.

## 연혁
- 1975년 8월 20일: 보건사회부 소속으로 국립충무검역소 설치.
- 1975년 11월 24일: 옥포지소 개소.
- 1978년 7월 31일: 삼천포지소 개소.
- 1985년 2월 27일: 옥포지소를 장승포지소로 개편.
- 1994년 12월 23일: 보건복지부 소속 국립통영검역소로 개편. 장승포지소를 거제지소로 개편.
- 1995년 7월 13일: 삼천포지소를 사천지소로 개편.
- 2008년 2월 29일: 보건복지가족부 소속으로 변경.
- 2009년 1월 1일: 사천지소 폐지.
- 2010년 3월 19일: 보건복지부 소속으로 변경.
- 2020년 9월 12일: 질병관리청 산하 경남권질병대응센터 소속으로 변경
- 2021.05.11 국립검역소 직제 개정으로 국립마산검역소 통영지소 신설 및 거제지소 이관(보건복지부령 제798호)

## 검역항
- 본부 관할: 통영항, 삼천포항
- 거제지소 관할: 옥포항, 장승포항, 고현항